# Saison 2007 de l'équipe cycliste Discovery Channel
L'Équipe cycliste Discovery Channel participait en 2007 au ProTour.

## Préparation de la saison 2007

### Arrivées et départs
| Arrivées         | Équipe 2006             |
| ---------------- | ----------------------- |
| Ivan Basso       | CSC                     |
| Alberto Contador | Astana                  |
| Antonio Cruz     | Toyota-United           |
| Steve Cummings   | Landbouwkrediet-Colnago |
| Allan Davis      | Astana                  |
| John Devine      | Néo-pro                 |
| Levi Leipheimer  | Gerolsteiner            |
| Fuyu Li          | Marco Polo              |
| Gianni Meersman  | Beveren 2000            |
| Uroš Murn        | Phonak Hearing Systems  |
| Sérgio Paulinho  | Astana                  |
| Tomas Vaitkus    | AG2R Prévoyance         |
| Brian Vandborg   | CSC                     |

| Départs               | Équipe 2007                  |
| --------------------- | ---------------------------- |
| José Azevedo          | Benfica                      |
| Michael Barry         | T-Mobile                     |
| Manuel Beltrán        | Liquigas                     |
| Viatcheslav Ekimov    | Retraite (Staff de l'équipe) |
| Roger Hammond         | T-Mobile                     |
| Leif Hoste            | Predictor-Lotto              |
| Benoît Joachim        | Astana                       |
| Guennadi Mikhailov    | Astana                       |
| Paolo Savoldelli      | Astana                       |
| Jurgen Van den Broeck | Predictor-Lotto              |
| Max van Heeswijk      | Rabobank                     |

## Effectif
| Effectif 2007                  | Effectif 2007     | Effectif 2007 | Effectif 2007                          |
| Cycliste                       | Date de naissance | Pays          | Équipe précédente                      |
| ------------------------------ | ----------------- | ------------- | -------------------------------------- |
| Ivan Basso (1 janv.–30 avr.)   | 26 novembre 1977  | Italie        | CSC (2006)                             |
| Fumiyuki Beppu                 | 10 avril 1983     | Japon         | Vélo-Club La Pomme Marseille (2004)    |
| Volodymyr Bileka               | 6 février 1979    | Ukraine       | Landbouwkrediet-Colnago (2004)         |
| Janez Brajkovič                | 18 décembre 1983  | Slovénie      | Krka-Adria Mobil (2005)                |
| Alberto Contador               | 6 décembre 1982   | Espagne       | Astana (2006)                          |
| Antonio Cruz                   | 31 octobre 1971   | États-Unis    | Toyota-United (2006)                   |
| Steve Cummings                 | 19 mars 1981      | Royaume-Uni   | Landbouwkrediet-Colnago (2006)         |
| Tom Danielson                  | 13 mars 1978      | États-Unis    | Fassa Bortolo (2004)                   |
| Allan Davis (1 fév.–31 déc.)   | 27 juillet 1980   | Australie     | Astana (2006)                          |
| John Devine (1 juill.–31 déc.) | 2 novembre 1985   | États-Unis    |                                        |
| Stijn Devolder                 | 29 août 1979      | Belgique      | Vlaanderen-T-Interim (2003)            |
| Vladimir Gusev                 | 4 juillet 1982    | Russie        | CSC (2005)                             |
| George Hincapie                | 29 juin 1973      | États-Unis    | Motorola (1996)                        |
| Levi Leipheimer                | 24 octobre 1973   | États-Unis    | Gerolsteiner (2006)                    |
| Li Fuyu                        | 9 mai 1978        | Chine         | Marco Polo (2006)                      |
| Trent Lowe                     | 8 octobre 1984    | Australie     | The Jittery Joe's-Zero Gravity (2005)  |
| Egoi Martínez                  | 15 mai 1978       | Espagne       | Euskaltel-Euskadi (2005)               |
| Jason McCartney                | 3 septembre 1973  | États-Unis    | Health Net-Maxxis (2004)               |
| Gianni Meersman                | 5 décembre 1985   | Belgique      | Beveren 2000 (2006)                    |
| Uroš Murn                      | 9 février 1975    | Slovénie      | Phonak Hearing Systems (2006)          |
| Benjamín Noval                 | 23 janvier 1979   | Espagne       | Colchon Relax - Fuenlabrada (2003)     |
| Pavel Padrnos                  | 17 décembre 1970  | Tchéquie      | Saeco (2001)                           |
| Sérgio Paulinho                | 26 mars 1980      | Portugal      | Astana (2006)                          |
| Yaroslav Popovych              | 4 janvier 1980    | Ukraine       | Landbouwkrediet-Colnago (2004)         |
| José Luis Rubiera              | 27 janvier 1973   | Espagne       | Kelme-Costa Blanca (2000)              |
| Tomas Vaitkus                  | 4 février 1982    | Lituanie      | AG2R Prévoyance (2006)                 |
| Jurgen Van Goolen              | 28 novembre 1980  | Belgique      | Quick Step-Innergetic (2005)           |
| Brian Vandborg                 | 4 décembre 1981   | Danemark      | CSC (2006)                             |
| Matthew White                  | 22 février 1974   | Australie     | Cofidis-Le Crédit par Téléphone (2005) |
|                                |                   |               |                                        |
| Source : UCI                   |                   |               |                                        |

## Victoires
| Date       | Course                                         | Pays       | Classe | Vainqueur         |
| ---------- | ---------------------------------------------- | ---------- | ------ | ----------------- |
| 18/02/2007 | Prologue du Tour de Californie                 | États-Unis | 2.HC   | Levi Leipheimer   |
| 23/02/2007 | 5e étape du Tour de Californie                 | États-Unis | 2.HC   | Levi Leipheimer   |
| 25/02/2007 | Classement général du Tour de Californie       | États-Unis | 2.HC   | Levi Leipheimer   |
| 02/03/2007 | 4e étape du Tour de la Communauté valencienne  | Espagne    | 2.1    | Alberto Contador  |
| 15/03/2007 | 4e étape de Paris-Nice                         | France     | PT     | Alberto Contador  |
| 16/03/2007 | 5e étape de Paris-Nice                         | France     | PT     | Yaroslav Popovych |
| 18/03/2007 | 7e étape de Paris-Nice                         | France     | PT     | Alberto Contador  |
| 18/03/2007 | Classement général de Paris-Nice               | France     | PT     | Alberto Contador  |
| 29/03/2007 | 4e étape du Tour de Castille-et-León           | Espagne    | 2.1    | Alberto Contador  |
| 30/03/2007 | Classement général du Tour de Castille-et-León | Espagne    | 2.1    | Alberto Contador  |
| 18/04/2007 | 3e étape du Tour de Géorgie                    | États-Unis | 2.HC   | Gianni Meersman   |
| 19/04/2007 | 4e étape des Trois Jours de La Panne           | Belgique   | 2.HC   | Stijn Devolder    |
| 19/04/2007 | 4e étape du Tour de Géorgie                    | États-Unis | 2.HC   | Levi Leipheimer   |
| 20/04/2007 | 5e étape du Tour de Géorgie                    | États-Unis | 2.HC   | Levi Leipheimer   |
| 22/04/2007 | Classement général du Tour de Géorgie          | États-Unis | 2.HC   | Janez Brajkovič   |
| 01/06/2007 | 3e étape du Tour de Belgique (clm)             | Belgique   | 2.1    | Vladimir Gusev    |
| 03/06/2007 | Classement général du Tour de Belgique         | Belgique   | 2.1    | Vladimir Gusev    |
| 22/06/2007 | 7e étape du Tour de Suisse                     | Suisse     | PT     | Vladimir Gusev    |
| 29/06/2007 | Championnat de Russie du contre-la-montre      | Russie     | CN     | Vladimir Gusev    |
| 01/07/2007 | Championnat de Belgique sur route              | Belgique   | CN     | Stijn Devolder    |
| 12/07/2007 | 5e étape du Tour d'Autriche                    | Autriche   | 2.HC   | Gianni Meersman   |
| 14/07/2007 | 1re étape du Tour du lac Qinghai               | Chine      | 2.HC   | Allan Davis       |
| 14/07/2007 | 7e étape du Tour d'Autriche                    | Autriche   | 2.1    | Stijn Devolder    |
| 15/07/2007 | Classement général du Tour d'Autriche          | Autriche   | 2.1    | Stijn Devolder    |
| 16/07/2007 | 3e étape du Tour du lac Qinghai                | Chine      | 2.HC   | Allan Davis       |
| 18/07/2007 | 5e étape du Tour du lac Qinghai                | Chine      | 2.HC   | Allan Davis       |
| 19/07/2007 | 6e étape du Tour du lac Qinghai                | Chine      | 2.HC   | Allan Davis       |
| 21/07/2007 | 8e étape du Tour du lac Qinghai                | Chine      | 2.HC   | José Luis Rubiera |
| 22/07/2007 | 9e étape du Tour du lac Qinghai                | Chine      | 2.HC   | Allan Davis       |
| 22/07/2007 | 14e étape du Tour de France                    | France     | PT     | Alberto Contador  |
| 28/07/2007 | 19e étape du Tour de France                    | France     | PT     | Levi Leipheimer   |
| 29/07/2007 | Classement général du Tour de France           | France     | PT     | Alberto Contador  |
| 13/08/2007 | 2e étape du Tour de l'Ain                      | France     | 2.1    | Brian Vandborg    |
| 12/09/2007 | 2e étape du Tour du Missouri                   | États-Unis | 2.1    | George Hincapie   |
| 13/09/2007 | 3e étape du Tour du Missouri                   | États-Unis | 2.1    | Levi Leipheimer   |
| 15/09/2007 | 14e étape du Tour d'Espagne                    | Espagne    | PT     | Jason McCartney   |
| 16/09/2007 | Classement général du Tour du Missouri         | États-Unis | 2.1    | George Hincapie   |

## Classements UCI ProTour

### Individuel
| Rang | Coureur           | Points |
| ---- | ----------------- | ------ |
| 3    | Alberto Contador  | 191    |
| 14   | Levi Leipheimer   | 118    |
| 37   | Allan Davis       | 64     |
| 46   | Vladimir Gusev    | 48     |
| 49   | Yaroslav Popovych | 45     |
| 61   | Stijn Devolder    | 39     |
| 81   | Janez Brajkovič   | 29     |
| 82   | Tomas Vaitkus     | 29     |
| 115  | George Hincapie   | 10     |
| 132  | Jason McCartney   | 8      |
| 137  | Egoi Martínez     | 7      |
| 144  | Sérgio Paulinho   | 7      |
| 145  | Steve Cummings    | 7      |
| 146  | Benjamín Noval    | 7      |
| 149  | Fuyu Li           | 7      |
| 205  | Fumiyuki Beppu    | 2      |

### Équipe
L'équipe Discovery Channel a terminé à la 7e place avec 300 points.